# Criolls de Belize
Els Criolls de Belize o Kriols són criolls descendents d'anglesos i d'escocesos (els Baymen) i antics esclaus afroamericans portats a Belize, però també a la costa Miskito de Nicaragua, a Jamaica i a altres llocs el Carib occidental. La llengua que parlen és la llengua criolla, però, tot i això la seva etnicitat ha esdevingut sinònima de la identitat nacional de Belize i per això la seva llengua actualment és parlada pel 75% dels belizeans. En general viuen a les zones urbanes com la ciutat de Belize i la zona de la costa.
Hi ha una població aproximada de 160.000 kriols (que inclouen el 24,9% de la població de Belize). Les regions que tenen una població significativa de kriols són Belize, el comtat de Los Angeles, Chicago, Nova York, Houston i el Regne Unit.
Els Kriols parlen sobretot llengua criolla i anglès.
La majoria dels kriols de Belize practiquen la religió protestant. També hi ha minories de creients catòlics, musulmans i rastafarians.
Els criolls de Belize estan relacionats amb els següents grups humans: belizeans, criolls de Nicaragua, Jamaicans, Baymens, Caracoles, Raizals, afrocaribenys, Indígenes americans i africans occidentals.

## El concepte "Kriol"
Fins a principis dels anys 80 del segle xx, els criolls de Belize constituïen el 60% de la població de Belize, però avui en dia són aproximadament el 25% de la població de l'Estat. Això s'ha a causa d'un influx de refugiats centreamericans que han arribat dels estats veïns, així com a l'emigració d'uns 85.000 criolls, sobretot als Estats Units. Avui, la identificació com a crioll pot ser confusa; fins i tot és comú que hi hagi criolls rossos amb els ulls blaus: això significa que el terme té més a veure amb una cultura humana que no pas a l'aparença física dels individus. A Belize, Kriol és el terme estàndard per a qualsevol persona que és, com a mínim parcialment, d'ascendència africana i que no són garinagu, o totes les persones que parlen crioll com a primera o única llengua. Això inclou a immigrants d'Àfrica i les Índies Occidentals que han anat a Belize i que s'han casat amb belizeans. De totes maneres, el concepte de Kriol s'ha estès a qualsevol individu que té ancestres afroeuropeus combinat amb qualsevol altra etnicitat -com mestís, garífona o maia-.

## Història
Els criolls de Belize es van originar a partir de la unió de colons europeus i esclaus africans subsaharians, sobretot a l'Honduras Britànica. El Consell Nacional Crioll de Belize diu que els esclaus negres s'havien establert a la costa centreamericana a partir dels inicis del segle xvi i posteriorment van anar baixant per la costa. El 1724, els britànics també adquirien esclaus de Jamaica per tallar llenyes tropicals. Per la majoria d'autors, les condicions de vida dels esclaus a l'actual Belize eren millors que a la majoria de les índies Occidentals, però aquests sovint eren espoliats i maltractats. Per això alguns esclaus, al segle xviii van escapar-se i van fer poblats. El 1798 hi va haver la batalla del ''Caye'' de St. George
Els criolls es van assentar sobretot a la Ciutat de Belize i a les riberes del riu Belize, en els poblats productors de fusta com Burrell Boom, Bermudian Landing, Crooked Tree, Gracie Rock, Rancho Dolores i Flowers Bank. Al llarg del Segle XIX, van anar ocupant tots els districtes, sobretot el de Dangriga i el de Monkey River, tal com la colònia anava creixent. El seu sentiment d'orgull es va manifestar en diversos conflictes amb les autoritats com les revoltes del 1894.
Al segle xx, els criolls van anar organitzant el desenvolupament dels seus assentaments. Hi va haver revoltes el 1919 i 1934, que es van ajuntar amb les terribles condicions que van ser el resultat d'un huracà desastrós del 1931. Això va provocar que es creessin els primers sindicats del país i el primer partit polític, el Partit de la Unitat del Poble (PUP). El 1961 van patir un nou huracà i els criolls van iniciar una emigració que encara avui en dia continua, als Estats Units i a Anglaterra. Hi ha hagut intents d'unir els criolls, com la creació de l'Associació pel Desenvolupament dels Negres Units.

## Cultura
Al mes de setembre se celebra el Festival Crioll anual. Aquest festival és notable, ja que és una manera en què els criolls de Belize s'identifiquen com un grup diferenciat, ric en tradicions. Avui, el Consell Crioll i el Servei Nacional de Biblioteques organitzen l'explicació de narracions, que també ajuden a construir i a manifestar la seva identitat.

### Maypole
Maypole és una celebració que inclou un maypole, un tronc de fusta que està decorat amb moltes cintes de coors que estan suspeses des de dalt. és similar al Palo de Mayo o Maypole de la regió atlàntica de Nicaragua. No hi ha una resposta definitiva de com això ha arribat de Nicaragua. Molts historiadors diuen que hi ha moltes diferències entre la celebració dels criolls belizeans i els nicaraguesos; altres historiadors creuen que la celebració va arribar indirectament des de Jamaica.
Els criolls de Belize també tenen danses tradicionals en les quals es fa una gran rotllana les nits de lluna plena i una persona va al mig a ballar. La dansa masculina és diferent a la femenina, ja que és una dansa de la fertilitat. També és una manera de celebrar els ritus de pas per als que entren a la vida adulta.

## Música
Des dels dies de la colonització, la música i la dansa ha estat una part essencial de la cultura criolla. Per exemple, durant el Nadal es feien les danses Drum-led.
Hi ha un estil de música anomenat Brukdown que es va originar a les famílies criolles. el Brukdown és un gènere de la música de Belize. El músic Wilfred Peters ha esdevingut un icone nacional de Belize. L'estil musical és una barreja d'harmonies europees i els ritmes sindcopàtics africans, en un format d'enunciació-resposta i amb elements lírics dels pobles nadius de la zona. En la seva forma moderna, el brukdown és una música folk rural, associada sobretot amb ciutats de l'interior de Belize. Els instruments tradicionals de la mateixa inclouen el banjo, la guitarra, la percussió, la campana dingaling, l'acordió i el maxilar d'un mono tocat per les dents. El Brukdown roman com un gènere rural, que rarament és gravat. Aquesta música i la festa que hi està associada, estan en declivi i els joves adopten la cultura del món exterior.

## Menjar i beure
Els criols, generalment, mengen una dieta equilibrada. El Boil-Up és considerat com un dels menjars tradicionals dels criolls de Belize. És una combinació d'ous bullits, peix i carn, acompanyat amb verdures de la zona.
Un altre menjar tradicional és el cassava. .
La principal font d'alimentació dels criolls és l'arròs, acompanyat amb ensalada, vegetals, patates o fruits del mar. També hi ha moltes fruites tropicals com coco, plàtan. També es produeix begudes alcohòliques.

## Organitzacions criolles
- UNIA (Associació universal de Desenvolupament Negre)
- Associació de la Unió dels Negres pel Desenvolupament (UEF)
- Consell Nacional Crioll (NKC)
- Kriol Gyal Prodokshans (companyia de producció local)

## Personalitats
- George Cadle Price
- Colville Young
- Marion Jones
- Lisa Tucker
- Dean Barrow
- Zee Edgell
- Denvor Fairweather
- Phillip Goldson
- Houston (cantant)
- Emory King
- Andy Palacio
- Milt Palacio
- Wilfred Peters
- Verno Phillips
- Francis Reneau
- Shyne
- Colville Young